# ایوان شاپینا
ایوان شاپینا (کرواتی: Ivan Šapina; ۱۷ نوامبر ۱۹۹۹) تکواندوکار اهل کرواسی است.
وی در مسابقات کشوری و بین‌المللی در مجموع برندهٔ ۱ مدال نقره شده‌است.